# Miss Turismo Dominicana 2011
Es un certamen de belleza nacional que se llevó a cabo el 23 de julio de 2011 en Barcelo Premium Punta Cana, donde mujeres entre las edades 16-27 participaron representando sus ciudades o provincias de nacimiento, La ganadora representara a la República Dominicana en Miss Turismo de las Américas.

## Resultados
| Resultado Final                   | Candidata |
| --------------------------------- | --- |
| Miss Turismo Dominicana 2011      | Laura Baéz - Peravia |
| Miss Teen Turismo Dominicana 2012 | Yokasta Peña - Distrito Nacional |
| Virreina                          | Osiamy Fernández - San Juan |
| 1.ª finalista                     | Espaillat |
| 2.ª Finalista                     | Santiago |
| 3.ª Finalista                     | La Vega |
| Top 15                            | - Santo Domingo Este - San Pedro de Macoris - Las matas de Farfan - San Cristóbal - Duarte - Independencia - Comunidad Dom. en EE. UU - Dajabon - Pedernales |

## Premios Especiales
- Miss Talento - Damarys Espinal (Hermanas Mirabal)
- Miss Fitness - Aurora Viñas (Duarte)
- Mejor Sonrisa - Diana Batista (Santo Domingo Este)
- Miss Cultura - Josefina Hernández (Espaillat)
- Miss Comunicación - Marcel Saleme (san Pedro de Macoris)
- Miss Internet - San Cristóbal
- Miss Piernas - Aurora Viñas
- Miss Pasarela - Marlenis Peralta (La Vega)
- Miss Elegancia - Marlenis Peralta (La Vega)
- Miss Fotogenica - Yokasta Peña (Distrito Nacional)
- Miss Barcelo - Laura Baez (Peravia)
- Miss Simpatía - Carmen Muñoz (Santiago)
- Miss Cabellera Rollán - Monika Morales
- Miss Rostro Avon - Yokasta Peña (Distrito Nacional)

## Candidatas Oficiales
| Province                  | Contestant                | Age | Height          | Hometown                   | Region           |
| ------------------------- | ------------------------- | --- | --------------- | -------------------------- | ---------------- |
| Azua                      | Monika Morales            | 20  | 1,66 m (5′ 5″)  |                            | Sur              |
| Barahona                  | Marlenis Diaz             | 21  | 1,66 m (5′ 5″)  | Distrito Nacional          | Sur              |
| Comunidad Dom. En EE. UU. | Yessenia Peña             | 24  | 1,74 m (5′ 9″)  | Nueva York                 | Extranjero       |
| Dajabon                   | Nancy Rodriguez           | 19  | 1,72 m (5′ 8″)  | Dajabon                    | Cibao Occidental |
| Distrito Nacional         | Yokasta Peña              | 18  | 1,72 m (5′ 8″)  | Distrito Nacional          | Metropolitano    |
| Duarte                    | Aurora Viñas              | 19  | 1,81 m (5′ 11″) |                            | Cibao Oriental   |
| Espaillat                 | Josefina Hernandez        | 25  | 1,72 m (5′ 8″)  |                            | Cibao Occidental |
| Hato Mayor                | Gabriella Morales Neumann | 17  | 1,68 m (5′ 6″)  |                            | Oriental         |
| Hermanas Mirabal          | Damarys Espinal           | 20  | 1,70 m (5′ 7″)  | Santiago de los Caballeros | Cibao Oriental   |
| Independencia             | Nilkalys Nuñes            | 23  | 1,70 m (5′ 7″)  |                            | Sur              |
| La Altagracia             | Bianca Hazim Madera       | 20  | 1,76 m (5′ 9″)  |                            | Oriental         |
| Las Matas De Farfan       | Mabell Marcano            | 21  | 1,62 m (5′ 4″)  |                            | Oriental         |
| La Romana                 | Cristina Acosta           | 25  | 1,78 m (5′ 10″) |                            | Oriental         |
| La Vega                   | Marleny Peralta           | 19  | 1,72 m (5′ 8″)  |                            | Cibao Oriental   |
| Monte Plata               | Francheska Perez          | 17  | 1,72 m (5′ 8″)  |                            | Oriental         |
| Pedernales                | Arilenis Cruz             | 23  | 1,74 m (5′ 9″)  |                            | Sur              |
| Peravia                   | Laura Baez                | 18  | 1,72 m (5′ 8″)  |                            | Sur              |
| Puerto Plata              | Geordenia Leon            | 18  | 1,73 m (5′ 8″)  |                            | Cibao Occidental |
| Samaná                    | Jackeline Cazier          | 20  | 1,78 m (5′ 10″) |                            | Cibao Oriental   |
| San Cristóbal             | Wendy Peralta             | 23  | 1,71 m (5′ 7″)  | San Cristóbal              | Metropolitano    |
| San Juan                  | Osiamy Fernandez          | 18  | 1,73 m (5′ 8″)  |                            | Sur              |
| San Pedro de Macorís      | Marcel Saleme             | 22  | 1,74 m (5′ 9″)  |                            | Oriental         |
| Sánchez Ramírez           | María Inés Rodríguez      | 18  | 1,68 m (5′ 6″)  |                            | Cibao Oriental   |
| Santiago                  | Carmen Muñoz              | 18  | 1,80 m (5′ 11″) |                            | Cibao Occidental |
| Santiago Rodríguez        | Ariela Rodríguez          | 23  | 1,73 m (5′ 8″)  | Santiago de los Caballeros | Cibao Occidental |
| Santo Domingo Este        | Diana Batista             | 17  | 1,69 m (5′ 7″)  | Santo Domingo Este         | Metropolitano    |
| Santo Domingo Oeste       | Yaniris Rodríguez         | 17  | 1,60 m (5′ 3″)  |                            | Metropolitano    |
| Valverde                  | Katherine Gil             | 21  | 1,72 m (5′ 8″)  |                            | Cibao Occidental |